# Rheia
Rheia je znanstveno fantastični roman pisatelja Andreja Ivanuše, ki je leta 2007 izšel pri Založniškem ateljeju Blodnjak iz Ljubljane (COBISS). Roman je izšel še leta 2008 v elektronski obliki (LIT za Microsoft Reader) pri Večerovi založba Ruslica iz Maribora (COBISS).

## Vsebina
Zemlja je prenaseljena in ekološko uničena zaradi nebrzdane tehnične civilizacije, ki vse drugače misleče posameznike ali skupine izloči. Kot obsojence jih izkrca na zaporniški Jupitrovi luni Evropa. V kaznjenski koloniji neomejeno vlada dirsednik Klopedcky, majhen diktator, ki začne prevratniško dejavnost skupaj s temnimi silami Pozeidonije. Te vodi notranji minister Hirogato Tamagochi. Pozeidonija je zemeljska podmorska »kmetijska« država (otrok visoko-tehnološke Japonske), ki še uspeva gojiti organsko hrano v posebnih hidroponikih v morskih globinah. 
Med drugimi je na izgon obsojena tudi skupina Novo biološko gibanje pod vodstvom genialnega izumitelja Luisa Bunuela. Ta s svojimi povezavami uredi, da so vsi največji znanstveniki bio-tehnologije izgnani na isto mesto na Europi. Izkoristi častihlepnost dirsednika, ki financira njegove raziskave. Dirsednik pričakuje od Bunuela razvoj visoko tehnoloških orožij, ki bi mu omogočila uresničitev sanj o prevladi nad Osončjem. Pri vodenju gibanja se znanstvenik opira na svojega zvestega prijatelja Aleksa Karmika, računalniškega hekerja. Ta mu na začetku zvesto sledi, a kmalu prične delati na svojo pest. Tudi on razmišlja o nadvladi nad svetom, a njegov način je prefinjen in nenavaden.
Zgodba se zaplete, ko se Luis Bunuel na Evropi sreča z Vero Andropovo, učenko velikega umrlega biologa Markowitza. Skupaj razvijeta novo bioentiteto, vesoljsko ladjo in živo bitje. Z njeno pomočjo želita preseči zaton mehanične zemeljske civilizacije in ustvariti novo bitje, ki bi človeštvu pomagalo premagati vesoljske razdalje. Razvoj ne poteka gladko in veliko zarodkov umre, dokler Vera ne dobi genialnega prebliska. 
A tudi ta bi ne zadostoval, če bi ne bilo nenavadnega dogodka. Zaradi napačnih kalkulacij tirnic asteroidov iz asteroidnega pasu med Marsom in Jupitrom pride do trka tajne vojaške ladje, ki prevaža novo vrsto vesoljskega pogona, imenovanega mahinonij, in asteroida N4513-A. Pri tem skozi časovno obdobje 300 let in prostore vseh četvork enajstih dimenzij vesolja poblisne žarek silne energije. Ta žarek ožarči Rheio, premeša njene gene in iz nezavedne bioentitete nastane nova inteligentna biološka vrsta, samozavedna vesoljska ladja Rheia, kot sama sebe poimenuje. Ta žarek ožarči tudi Andreja Brodnika, propadlo osebo, ki se pravkar odpravlja kot suženjski rudar na asteroid Cerissimo. Moč njegovih rok je edina stvar, ki jo še lahko unovči. Prestavi ga skozi čas v eno od alternativnih četvork vesolja, kjer ga Rheia 300 let kasneje najde.
Rheia se razvije in raste, kot raste Novo biološko gibanje ali kot prevratniški apetiti Aleksa Karmika ali kot nestrpnost dirsednika in vseh drugih z željo po neomejeni oblasti. Ko vesoljska ladja dozori, dozorijo vsi zarotniški načrti. Pozedonijske hitroladje pod vodstvom Tamagochija napadejo Evropo in zaporniško kolonijo. Zaveznik porine nož v hrbet dirsedniku. A ta je medtem že sklenil pakt z Aleksom Karmikom, ki ima še svoj načrt. Klobčič zarot in prevar se zaplete. Nihče ne ve, kdo drži pravi konec niti v roki. Izkaže se, da je to neverjetni računalniški kombinatorik Aleks Karmik. Uniči Pozedonijske sile, ubije dirsednika, ujame Luisa, Vero in Rheio ter jih izsiljuje, da bi uresničil svoje načrte. V obupu izvede Rheia dejanje, ki povzroči smrt njenih krušnih staršev Luisa in Vere. V besu ubije še svojega mučitelja in zbeži.
Kasneje se izkaže, da je bila to le kopija, njegov android, eden izmed mnogih. Vendar je Rheia storila dovolj, da mu je preprečila njegove načrte. Takoj začne pripravljati nove. 
Rheia sama tava po Osončju. To so njena leta spoznavanja, izobraževanja in raziskovanja. Med tem v vse dogajanje posežejo Zemeljske sile in nekako vzpostavijo privid prejšnjega stanja. Rheia posega v njihova dejanja in poskusi uravnavati vest človeštva. Med svojimi raziskavami naleti na nenavaden mahinonijski blisk. Spozna, da je prav zaradi tega postala to, kar je. Naleti na podatke o Andreju Brodniku, propadlem rudarju. Sklene, da ga poišče. Spozna, da je osamljena, kot je osamljen Andrej, ki nima več nikogar znanega na svetu.
Mahinonijski žarek je Andreja Brodnika prestavil skozi čas 300 let in v prostor ene izmed mnogih četvork enajst dimenzionalnega vesolja. Tu ga Rheia najde in prestavi na svoj krov. Najprej je previden in nezaupljiv. A kmalu spozna čudovite možnosti, ki mu jih Rheia ponuja. Postane eno z njo v simbiotični povezavi. Rheia ga ozdravi in popravi genetske napake. Andrej ji povrne s svojimi življenjskimi izkušnjami in ji v osebnost prenese zdravo človeško drznost in radovednost. Skupaj postaneta praktično nepremagljiva.
Na svojih potepanjih skozi čase in prostore vesolja se zaljubita. Skupaj premagujeta vse težave in probleme. Sta že preveč zaverovana vase, ko naletita na eno izmed reinkarnacij Aleksa Karmika. Temu uspe, da ju ujame in zapre. A ne zaveda se, da sta dozorela in se naučila mnogih zvijač. Osvobodita se iz ujetništva. Najdeta način, kako ugnati zviteža z uporabo njegovega lastnega orožja. Odločita se, da se odpravita proti daljnim zvezdam v galaksiji.
Toda preden jima uspe, ju napadejo Zemeljske vojaške enote. V neenakopravni bitki uporabita vse svoje zmožnosti in arzenale orožij in zdesetkata zemeljske vesoljske sile. To je njuna zadnja bitka, preden odrineta na dolgo pot.